# Hirtomurex marshalli
Espèce
Hirtomurex marshalli est une espèce de mollusques marins de la famille des Muricidae (escargots de mer).

## Répartition
Cette espèce se rencontre dans les îles Kermadec (Nouvelle-Zélande, Pacifique sud-ouest) aux profondeurs comprises entre 350 et 850 m.

## Systématique
Le nom valide complet (avec auteur) de ce taxon est Hirtomurex marshalli Oliverio (d), 2008.